# Bócor
El Pedret de Bóquer és un jaciment arqueològic situat a la possessió de Bóquer (Pollença) que conté les restes de l'antiga ciutat de Bócor (llatí: Bocchorum, Bocchorus o Bocchor), que fou un poblat posttalaiòtic de certa importància i esdevingut ciutat federada després de la conquesta romana. Durant l'Imperi, la ciutat s'abandonà, i ha perviscut fins als nostres dies en la possessió de Bóquer; actualment, solament ens és coneguda gràcies a un passatge de Plini el Vell i a dues tabulae patronatus trobades una al mateix jaciment i l'altra a la badia de Pollença, a més del que se sap gràcies al jaciment arqueològic.

## Nom
Coneixem el nom de la ciutat gràcies a un passatge de Plini i a dos documents epigràfics. En el passatge de Plini apareix en acusatiu sota la forma Bocchorum, mentre que a les tabulae patronatus apareix només el gentilici, Bocchoritanus. El problema és que el nominatiu no és fàcil de reconstruir; la cosa més probable és que el nom de la ciutat fos Bocchorum o Bocchor. Aquest topònim compta amb diversos paral·lels antroponímics i toponímics que fan que hom l'hagi volgut considerar un topònim d'origen púnic, però no seria fàcil d'explicar atès que no s'han documentat assentaments púnics a l'illa de Mallorca. Es tracta d'un topònim de gran importància, perquè és l'únic dels de la sèrie en -´er que està documentat a l'antiguitat.
Tot i que la ciutat desaparegué, el topònim pervisqué com a nom de la contrada, i apareix documentat com a alqueria al Llibre del Repartiment de Mallorca amb el nom de Bucchar; d'aquí deriva el nom de l'actual possessió de Bóquer. L'antiga ciutat, en ruïnes, colgada de pedres i oblidada, va esdevenir un claper, que fou anomenat el Pedret de Bóquer, nom actual del jaciment (pedret és un terme alternatiu per 'claper').

## Jaciment

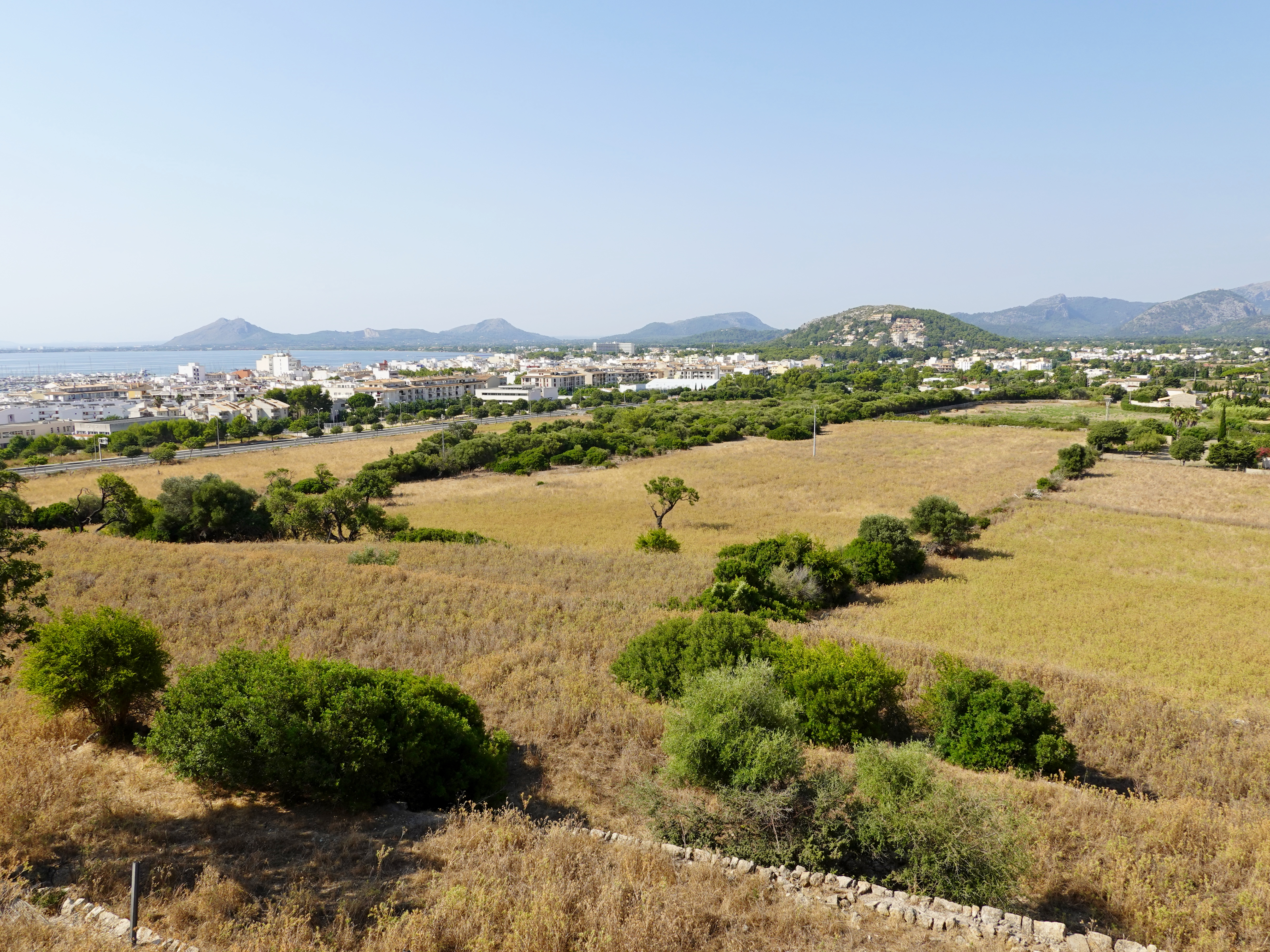
L'entorn del Pedret

El jaciment del Pedret de Bóquer es troba aferrat al Port de Pollença, entre la ronda i el camí que va cap a les cases. La primera menció al jaciment és de 1765, quan un pagès que llaurava al Pedret va trobar una tabula patronatus. Tot i el coneixement de la taula, sorprenentment el jaciment no va despertar l'interés dels arqueòlegs, i no va ser excavat en tot el segle xx, tot i que sí que es produïren altres troballes en superfície, com ara monedes, ceràmica i una àguila de bronze trobada per Joaquim Maria Bover al final del segle xix.
Més recentment, un grup d'arqueòlegs s'engrescaren a intervenir al jaciment en diverses campanyes que duraren del 2001 fins al 2009; durant aquests anys trobaren estructures i nivells pertanyents a moments que abracen de l'època talaiòtica al segle iv dC, També es va trobar el que sembla una factoria de porpra, utilitzada com a tint per les túniques. De fet, la Notitia Dignitatum ja documenta la presència de procuratores bafiorum ('procuradors de tint') a les Balears. Sembla que el poblat ja tenia una certa entitat els segles iv-ii aC, però el moment de més creixement és el segle posterior a la conquesta, i la seva activitat s'allarga fins al segle iv, pel cap baix.
No obstant això, després que cessaren les intervencions el jaciment s'anà deteriorant i fou objecte d'actes vandàlics amb inoperància de les institucions. Tot i els assajos de restauració, la situació del jaciment no millorà; finalment, el 2019 el Consell delimità l'extensió del jaciment com a mesura de protecció i per incentivar nous projectes arqueològics.

## Historiografia
Mentre que la informació sobre la ciutat que ha pogut aportar l'arqueologia és més aviat escassa, la historiografia sí que ha fet aportacions significatives. Principalment, gràcies a dues evidències: el passatge de Plini que esmenta la ciutat i la troballa de les dues tabulae patronatus que fan referència a la ciutat.

### Les fonts

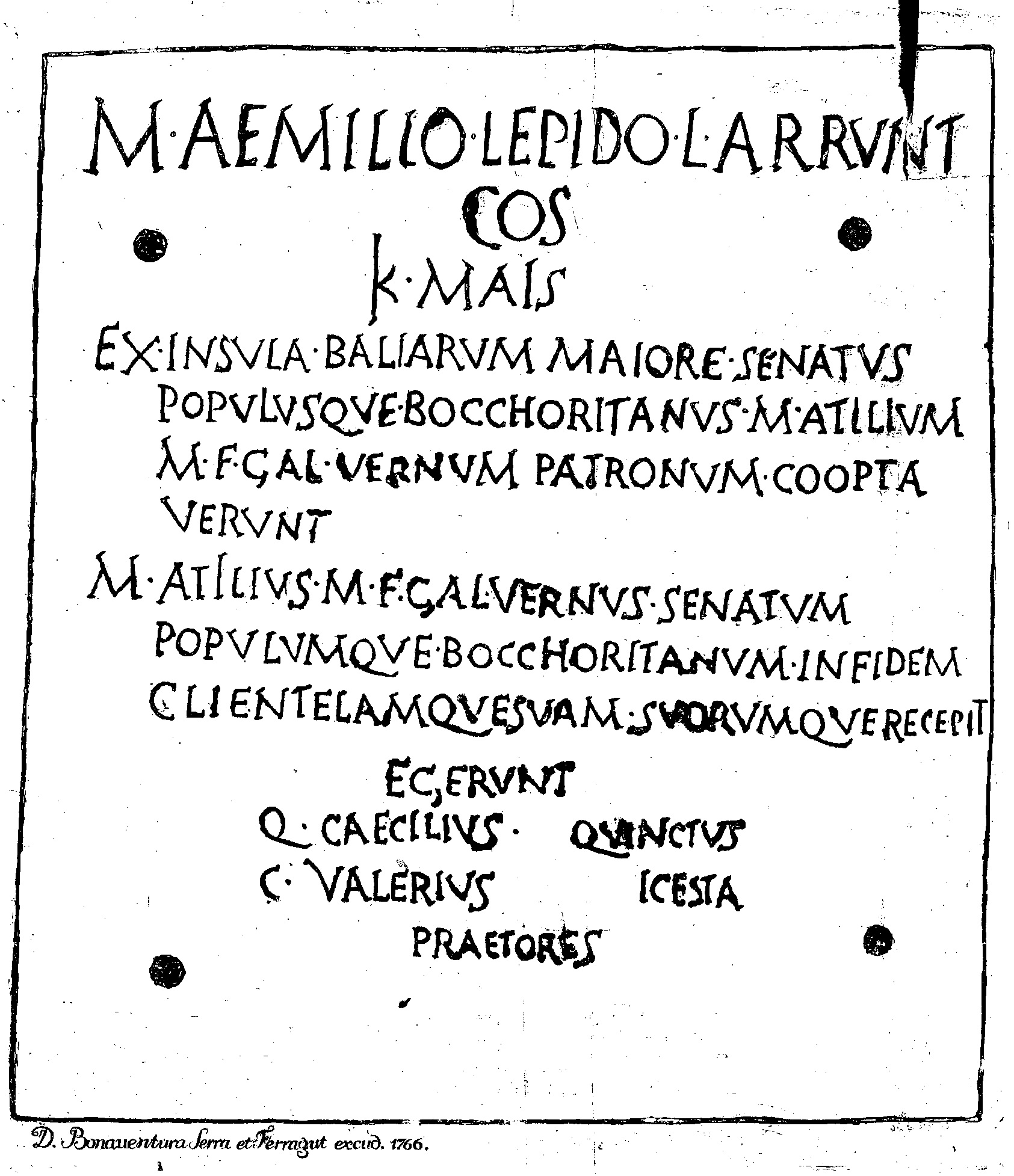
La segona tabula patronatus.

El passatge de Plini es limita a dir, després de parlar de Palma i Pol·lència i de Guium i Tucis, que foederatum Bocchorum fuit. La interpretació d'aquesta frase ha portat força discussions, atès que, mentre uns interpreten 'Bóquer [que ja no existeix] va gaudir del dret de federada', altres s'inclinen per interpretar 'Bóquer va gaudir del dret de federada [però ara té un altre estatus]'.
Però sens dubte la font més important per l'estudi de la ciutat són les dues tabulae patronatus. La primera, de l'any 10 aC, fou trobada el 1951 per un veí al Port de Pollença després d'un temporal; la segona, de l'any 6 dC, fou trobada el 1765 per un pagès que llaurava al Pedret.

### Interpretació
Els historiadors han discutit força entorn de l'estatus jurídic de Bócor, les seves característiques i la seva evolució. En primer lloc, i aquest fet és confirmat per les troballes arqueològiques, no hi ha dubte que la ciutat constituïa un poblat indígena abans de l'arribada dels romans. Per altra banda, sembla clar que Bócor va tenir l'estatus de ciutat federada, que significava que la ciutat havia fet un pacte (foedus) pel qual Roma i la ciutat en qüestió es comprometien a defensar els interessos comuns enfront de tercers, i així la ciutat mantenia territori, lleis i institucions pròpies. Generalment, una ciutat obtenia aquesta categoria quan s'adheria a Roma sense necessitat de coacció directa, de manera que cal concloure que Bócor es va aliar a Roma abans de la conquesta romana, tot i que també s'ha proposat com a escenari la Guerra de Sertori. La ciutat d'Èbusus, que també era ciutat federada, pogué obtenir aquest estatus a la vegada que Bócor.
Aquest era l'estatus que en un primer moment Bócor va pactar amb els romans, però del text de Plini es desprèn que aquesta condició havia canviat al segle i dC. L'estatus inferior era el de ciutat estipendiària, amb obligacions fiscals més estrictes, mentre que el superior era el de municipi. Sembla que, per qualque motiu indeterminat, Bócor va perdre la categoria de federada, tal vegada perquè, tot i no desaparèixer físicament (sabem que la ciutat va continuar habitada fins després de la crisi del segle iii), fos absorbida administrativament per Pol·lència, ciutat que a mitjan segle i aC encara no estava del tot desenvolupada però que amb el temps s'imposà, principalment gràcies al seu estatus de colònia.
Pel que fa a les institucions, de la segona taula hom ha destacat la menció a dos pretors de la ciutat. Hom ha volgut relacionar aquesta magistratura amb la preexistència d'una magistratura indígena de la qual pretor seria només una traducció; com que és poc versemblant que un poblat posttalaiòtic tengués una constitució política pròpia tan sofisticada, hom ha volgut hipotetitzar que la ciutat era de poblament púnic, cosa que encaixaria amb la relació amb Èbusus, amb la qual el contacte comercial va ser molt intens. No obstant això, és poc versemblant perquè no hi ha constància de cap jaciment púnic a l'illa de Mallorca, els quals es localitzen exclusivament en illots.
Sigui com sigui, després de la conquesta romana Bócor degué viure un període de bonança i auge comercial, quan el domini romà era sobretot militar i Pol·lència no era més que un destacament; aquesta situació degué durar fins al segon quart del segle i aC. A partir de llavors, Pol·lència es desenvolupa urbanísticament; a mitjan i final del segle, s'afavorí el mercat itàlic i això desplaçà les produccions indígenes. D'aquesta manera augmentà la influència romana sobre el món indígena urbà, cosa que generà feu entrar Bócor en decadència i començà la subordinació a Pol·lència. La romanització a la ciutat degué ser ràpida i precoç. Tot plegat pogué comportar la pèrdua de la independència política i la incorporació al territori de Pol·lència, que és el que pogué voler descriure Plini al seu passatge. De tota manera, la intervenció arqueològica al jaciment, per bé que escassa, confirma que la ciutat continuava viva al segle iv.